# Волоковое (Красноярский край)
Волоковое — деревня в Пировском районе Красноярского края в составе Кириковского сельсовета.

## География
Находится примерно в  9 километрах по прямой на северо-восток от районного центра села Пировское.

## Климат
Климат резко континентальный. Самый теплый месяц — июль, со средней температурой +17,8 °С, с абсолютным максимумом +34,6 °С. Самый холодный месяц — январь: средняя температура составляет –20,1 °С, абсолютный минимум –52,5 °С. 

## История
В советское время работал колхоз «Красный Ключ».

## Население
Постоянное население составляло 132 человек в 2002 году (82% татары),  91 в 2010.